# Piet Groen
Piet Groen (28 april 1963) is een voormalig Nederlands voetballer. Hij stond onder contract bij FC Den Haag.

## Loopbaan
Hij kwam als 18-jarige over van Duindorp SV naar FC Den Haag dat in het seizoen 1981/82 streed tegen degradatie uit de Eredivisie. Hij debuteerde in de slotfase van dat seizoen waarin aan degradatie niet meer te ontkomen viel.
Groen speelde daarna nog drie seizoenen met FC Den Haag in de Eerste divisie. In zijn laatste contractjaar 1984/85 kwam hij weinig meer aan spelen toe. Hij keerde medio 1985 terug naar de amateurs en ging voetballen voor RVC. Hij kwam vanaf 1988 nog twee jaar uit voor SV'35. 

## Wedstrijdstatistieken
| Seizoen | Club        | Competitie     | wed. | goals |
| ------- | ----------- | -------------- | ---- | ----- |
| 1981/82 | FC Den Haag | Eredivisie     | 8    | 0     |
| 1982/83 | FC Den Haag | Eerste divisie | 18   | 3     |
| 1983/84 | FC Den Haag | Eerste divisie | 11   | 0     |
| 1984/85 | FC Den Haag | Eerste divisie | 5    | 0     |